# Rafael Ramis i Romans
Rafael Ramis i Romans (Figueres, 1880 - 1936), fou un mestre, periodista, polític i activista cultural català.
Com a mestre, fou impulsor d'un model innovador d'escola laica a Figueres. Com a polític, participà en la fundació de la Unió Federal Nacionalista Republicana (UFNR), l'any 1911. Com a periodista, fou fundador, primer director i col·laborador del setmanari Empordà Federal (1911). Durant vuit anys, va ocupar el càrrec de primer tinent d'alcalde (1912-1915) i regidor de l'ajuntament de Figueres (1920-1923). L'any 1922, Ramis va ser el primer regidor socialista al consistori figuerenc.
Va presidir entitats culturals com el Casino Menestral Figuerenc (1916), l'Orfeó Germanor Empordanesa (1917-1920), i la comissió delegada de l'Associació Protectora de l'Ensenyança Catalana (1920-1923). També va presidir la Mancomunitat de l'Empordà (1922-1923) i va participar en la fundació de la Unió Socialista de Catalunya (USC), l'any 1923.
Exiliat a París durant la Dictadura de Primo de Rivera (1923-1930); on es va acabar convertint en un home de confiança de Francesc Macià; fet que, el va dur a participar en l'organització dels fets de Prats de Molló. Durant l'exili mantingué una doble militància: Estat Català i la USC. També, durant el seu exili parisenc, la seva defensa del laïcisme el duria a incorporar-se a la maçoneria.
Va retornar a Catalunya, l'any 1930; establint-se a Barcelona. Funcionari del servei de Cèdules de la Generalitat i professor a l’Escola del Treball. Va fundar i presidir l'Associació de Funcionaris de la Generalitat de Catalunya (1933-1934).
Morí a Figueres, el 3 de gener de 1936. Va ser perseguit per maçó, deu anys després de la seva mort.
L'octubre de 2018 la neta de Rafael Ramis va fer donació del fons Rafael Ramis i Romans, que inclou documentació generada i rebuda pel mestre, periodista, polític i activista cultural figuerenc, a la Biblioteca Fages de Climent de Figueres.